# Chunsach
Chunsach (Хунзах (ryska)) är en by (село (ryska)) och huvudorten, det administrativa centrumet, i rajonen (ungefär motsvarande kommun) Chunsachskij i delrepubliken Dagestan i Ryssland. Den ligger i de nordkaukasiska bergen på drygt 1 600 meters höjd.